# Kitzbühel (stad)

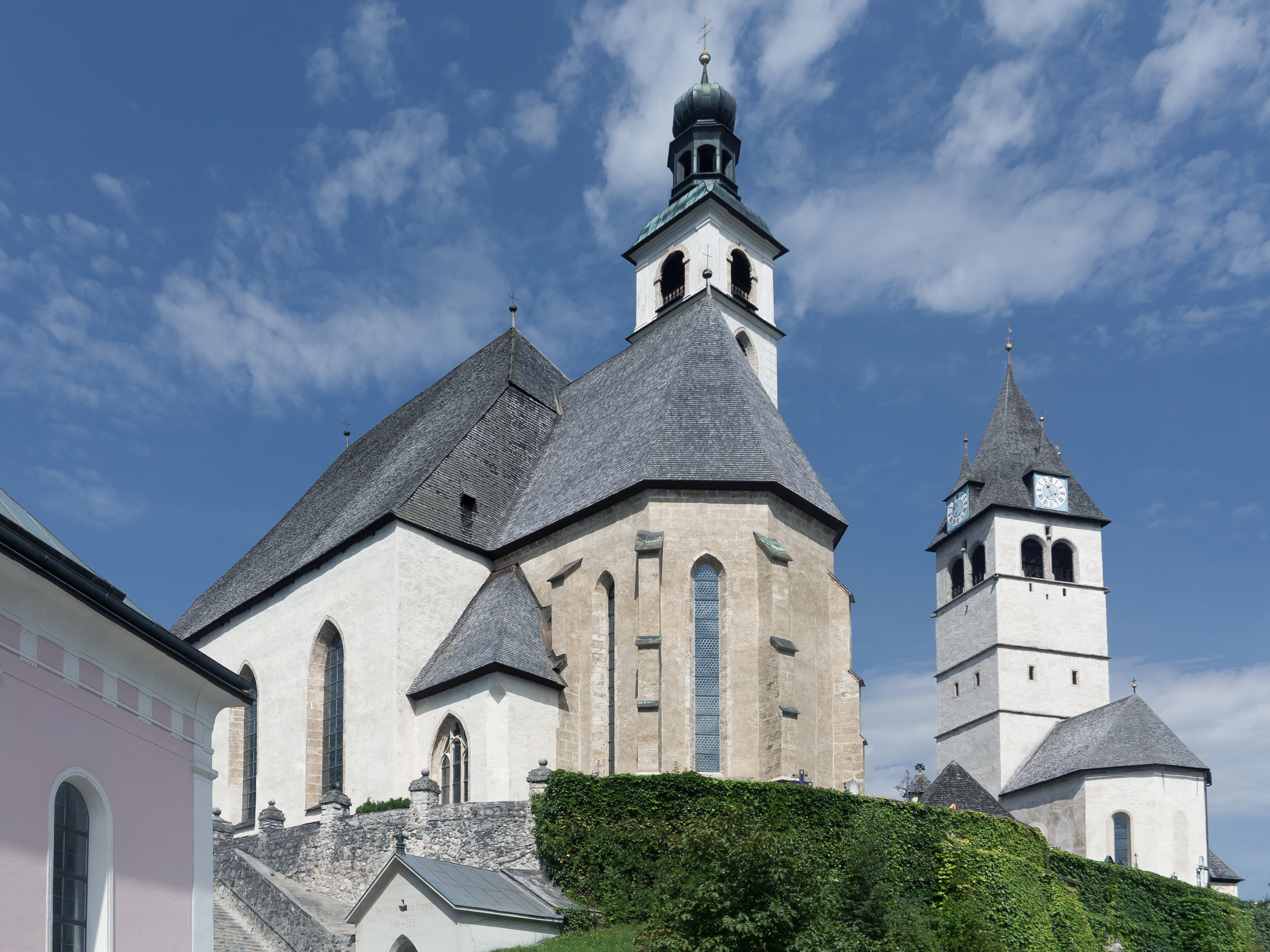
Sankt Andreaskirche (links) en Liebfrauenkirche (rechts)

Kitzbühel is een gemeente in de Oostenrijkse deelstaat Tirol, en maakt deel uit van het district Kitzbühel. Kitzbühel telt 8.544 inwoners.
Mede door zijn ligging groeide Kitzbühel uit tot een van de meest prestigieuze skioorden van Oostenrijk. Veel wintersporters bezoeken het skigebied en jaarlijks verzamelt de wereldtop van skiërs zich voor de afdaling van de bekende Hahnenkamm. Het dorp biedt toegang tot 170 kilometer piste en twee snowparks. Iets hoger dan de stad ligt de Schwarzsee, een meer dat veelvuldig in het jaar gebruikt wordt.
Een groot evenement is het jaarlijkse optreden van de volkszanger Hansi Hinterseer in zijn geboortestad, dat door ongeveer 10.000 bezoekers uit vele landen wordt bezocht.
De stad wordt ook wel de 'Gamsstadt' genoemd. Gams betekent in het Nederlands gems.

## Bezienswaardigheden
- St. Andreaskerk uit 1435
- Katherinenkirche
- Liebfrauenkirche

## Bekende inwoners

### Geboren
- Peter Aufschnaiter, Oostenrijkse bergbeklimmer, landbouwkundig ingenieur, geograaf en cartograaf.
- Ernst Hinterseer, Oostenrijkse alpineskiër.
- Hansi Hinterseer, ski-kampioen en volkszanger.
- Lukas Hinterseer, Oostenrijks voetballer
- Lisa Hauser, biatlete

### Woonachtig
- Franz Beckenbauer (1945-2024), Duits voetballer, voetbaltrainer en sportbestuurder.
- Maria Höfl-Riesch (1984), Duitse voormalig alpineskiester

## Sport
In Kitzbühel wordt jaarlijks het ATP-toernooi van Kitzbühel gehouden.
in Kitzbühel wordt ook jaarlijks de Hahnenkammafdaling gehouden

## Externe links

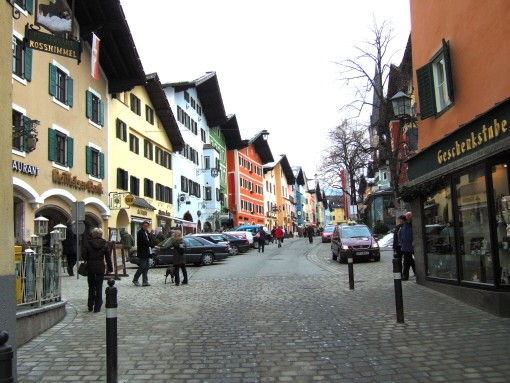
De binnenstad van Kitzbühel

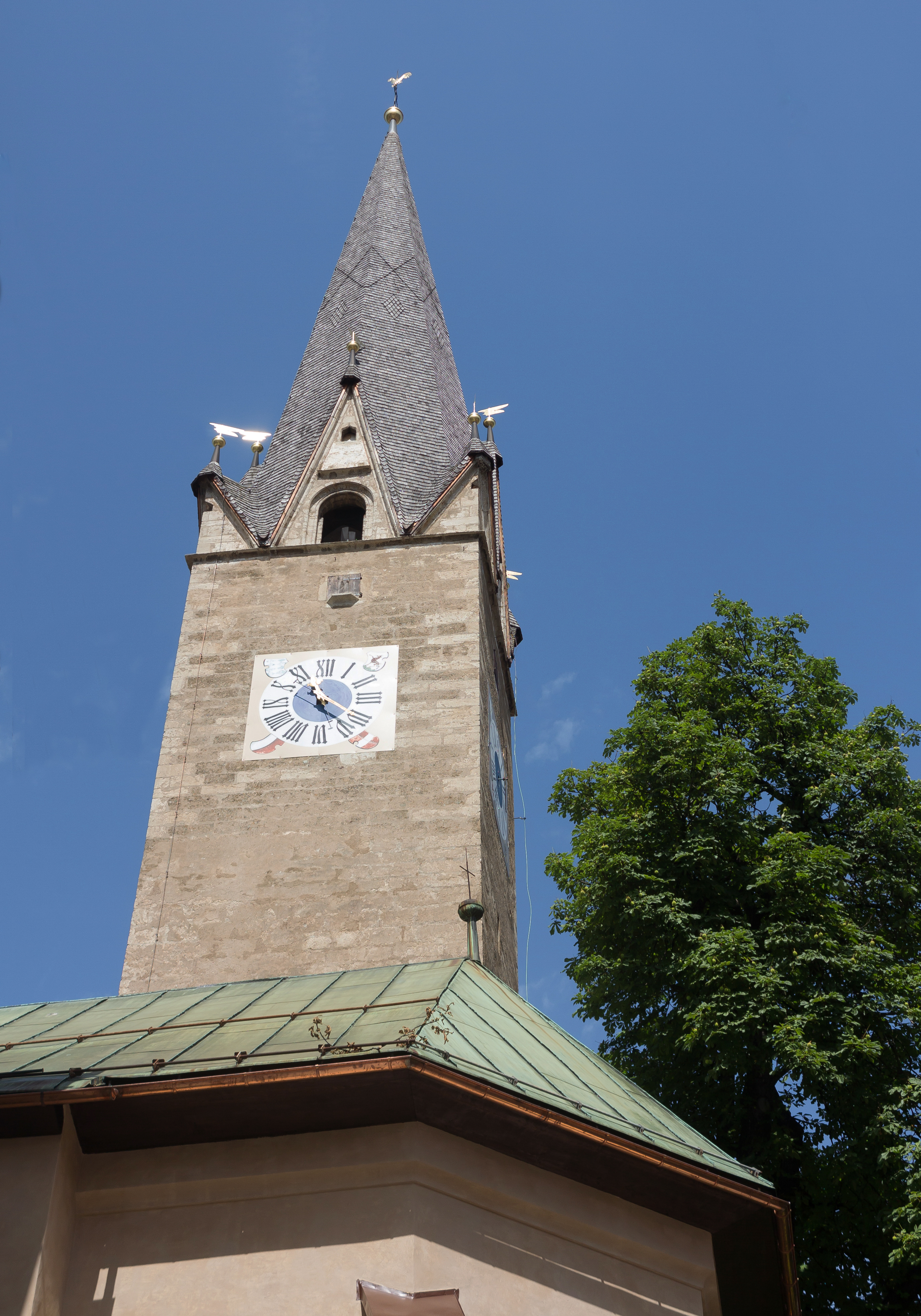
Katherinenkirche